# 尾道市議会
尾道市議会（おのみちしぎかい）は、広島県尾道市に設置されている地方議会である。

## 概要
- 定数：28人
- 任期：2023年5月1日 - 2027年4月30日[2]
- 選挙区：市全体を1選挙区とする大選挙区制（単記非移譲式）
- 第73代議長：福原謙二（公明党）（2025年6月16日 - ）[3]
- 第89代副議長：大本和英（木曜会）（令和7年6月16日 - ）[3]
議長2年、副議長1年の交代を申し合わせている[3]。
- 尾道市議会事務局：尾道市役所本庁舎4階[4]

## 会派
2025年2月7日現在
| 会派名       | 議席数 | 議員名（◎は代表者）                                         |
| ------------ | ------ | ----------------------------------------------------------- |
| 木曜会       | 4      | ◎大本和英、星野光男、中西海斗、高本訓司、村上隆一、土屋咲子 |
| 潮風おのみち | 4      | ◎村井温子、石森啓司、前田孝人、冠匡晃                       |
| 市民連合     | 4      | ◎檀上政樹、山根基嗣、松原正侍、岡田広美                     |
| 公明党       | 3      | ◎福原謙二、岡村隆、村上久美                                 |
| 平成会       | 3      | ◎二宮仁、佐藤志行、吉和宏                                   |
| 新誠会       | 3      | ◎藤本友行、宇根本茂、新地貴史                               |
| おのみち会   | 3      | ◎巻幡伸一、宮地寛行、新田賢慈                               |
| 日本共産党   | 2      | ◎岡野長寿、魚谷悟                                           |
| 計           | 28     |                                                             |

## 常任委員会
2023年12月19日更新
- 総務経済委員会（10人）
- 福祉環境委員会（9人）
- 教育スポーツ委員会（9人）

## 議員報酬
- 議長：月額 520,000円
- 副議長：月額 480,000円
- 議員：月額 450,000円
- 期末手当：6月および12月

## 議会だより
- おのみち市議会だより（発行：尾道市議会 / 年4回（2月・5月・8月・11月の各10日発行）[8]）

## 議員定数
| 投開票日      | 定数 | 立候補者 |
| ------------- | ---- | -------- |
| 2007年4月22日 | 34   | 43       |
| 2011年4月24日 | 32   | 36       |
| 2015年4月26日 | 29   | 32       |
| 2019年4月21日 | 28   | 36       |
| 2023年4月23日 | 28   | 33       |

## 歴代議長
- 第72代議長 吉和宏（平成会）
- 第73代議長 福原謙二（公明党）

## 沿革
2019年
- 4月21日 - 尾道市長選挙実施。大崎延次は立候補するも候補者4人中4番目の得票数で落選[9]。
- 12月5日 - 藤本友行は市議会本会議休憩中、議員控室で冨永嘉文副市長と口論の末もみあい、冨永の背広を引っ張り転倒させた。休憩中に藤本に対する辞職勧告決議案の動議が提出され、同日、同決議案は可決された[10]。

2020年
- 8月25日 - 前年の参院選広島県選挙区をめぐる大規模買収事件の初公判が開催。冒頭陳述で検察は河井克行・案里夫妻から現金の提供を受けたと認定した100人の実名を読み上げた。その中に、杉原孝一郎の名も含まれていた。買収額は30万円とされた[11]。
- 12月22日 - 市議会は、藤本友行に対する2度目の辞職勧告決議案を可決した[12]。

2021年
- 2月22日 - 市議会は、杉原に対する辞職勧告決議案を賛成多数で可決した[13]。
- 11月5日 - 市議会政治倫理審査会が開かれたが、杉原は出席を拒否した[14]。出席拒否は3回目となった[14]。

2022年
- 1月28日 - 河井案里・克行夫妻の事件で公職選挙法違反（被買収）の疑いで告発され、東京地検が不起訴にした政治家のうち、35人が検察審査会に「起訴相当」と議決されたことが公表された。35人の中には杉原も対象に含まれていた[15][16]。
- 3月9日 - 杉原は辞職願を提出し、本会議で許可され辞職した[17]。
- 3月14日 - 広島地検は、起訴相当と議決された35人のうち、9人を在宅起訴、25人を略式起訴、1人は不起訴とした。前市議の杉原は略式起訴された[18]。
- 4月21日、尾道市議会政治倫理審査会の山根信行委員長は、略式起訴されて罰金刑が確定した杉原孝一郎元市議に関する審議結果を報告書にまとめて尾道市議会高本訓司議長に提出し、杉原孝一郎に対する尾道市議会政治倫理審査会を解散した[19]。
- 12月20日 - 岡野斉也議員が議員辞職願を提出し、本会議で許可され辞職した[20]。同日、2023年春の広島県議選尾道市選挙区（定数3）に、無所属で立候補すると表明した[20]。

2023年
- 3月31日 - 任期は4月30日までの三浦徹議員が議員辞職願を提出し、議長に許可され辞職した[21]。4月1日から市内の小学校で教員を務める[21]。
- 4月9日 - 広島県議選挙に岡野斉也前議員が当選[22]。
- 4月23日 - 市議会議員選挙（立候補者33人）[23]。
- 9月20日 - 市議会は本会議を開き、市中心部の5小中学校の統合再編を進める2議案を賛成多数で可決した[24]。

## 書籍
- 尾道市議会100年史 記述編・資料編（1998年）